# 그녀는 무서워
《그녀는 무서워》는 황미리의 순정 만화로, 2009년 2월 16일부터 연재되고 있다. 현재 12권까지 연재되어 있다.

## 줄거리
성격이 물과 기름처럼 서로 겉도는 한 쌍의 이성친구 진은정과 문소영이 한 집에 살게 되면서 ‘달콤 살벌하게’ 변해가는 내용이다.

## 등장 인물
진은정
So Hot한 그 여자.
얼핏 평범하지만 나름 미모의 소녀처럼 보이나, 정리정돈을 매우 싫어하는 성격이고 입이 거칠다. (입만 다물면 ‘퀸카’)
문소영
So Cool한 그 남자.
정리정돈을 매우 잘 하는 성격이며 학생회장이기도 한 모범생이다. (누가 뭐래도 ‘킹카’)